# Mariandl (Schiff, 1954)
Mariandl ist der Name eines österreichischen Fahrgastschiffes, das lange in Deutschland beheimatet war.

## Geschichte
Das Schiff wurde unter der Baunummer 89 auf der Schiffswerft Schmidt in Oberkassel gebaut. Möglicherweise hieß es zunächst Wilhelmine und war in Bad Godesberg beheimatet. Zu Günter Benjas Zeiten trug es aber den Namen Rex Rhenus. Damals war die Rex Rhenus eines von neun Schiffen der Bingen-Rüdesheimer Fähr- und Schiffahrtsgesellschaft, die in Bingen ansässig war. Die Rex Rhenus war nach Benjas Angaben 31,75 Meter lang und 5,5 Meter breit, hatte einen Tiefgang von 1,3 Metern und durfte 250 Fahrgäste befördern. Die Maschinenleistung lag bei 330 PS. Dieter Schubert berichtet über einen Umbau im Jahr 1969 auf der Lux-Werft. Er gibt ansonsten dieselben Maße und Zahlen an wie Benja, abgesehen von der Motorleistung, die laut Schubert im Jahr 2000 bei 430 PS lag. Das Unternehmen, zu dem das Schiff gehörte, trug mittlerweile den Namen Bingen-Rüdesheimer Fahrgastschiffahrt. Fähr- und Schiffahrtsgesellschaft e. G.
Im Jahr 1999 war das Schiff zum Verkauf ausgeschrieben, ab Juni 2000 fuhr es unter dem neuen Namen Mariandl für die Firma Nostalgie-Tours in Krems an der Donau. 2019 wurde die Firma samt Schiff verkauft, der neue Eigner nennt sich wiederum Nostalgie-Tours, aber als Gesellschaft mit beschränkter Haftung. Im Sommer desselben Jahres gestaltete die Designerin Gudrun Geiblinger das Schiff optisch neu; unter anderem sind seitdem Textpartien aus dem Schlager Mariandl auf dem Aufbau des Schiffes zu sehen.